# Polyrhachis maculata
Polyrhachis maculata é uma espécie de formiga do gênero Polyrhachis, pertencente à subfamília Formicinae.